# Steve Seymour
Steve Seymour (Nueva York, Estados Unidos, 4 de octubre de 1920-18 de junio de 1973) fue un atleta estadounidense, especialista en la prueba de lanzamiento de jabalina en la que llegó a ser subcampeón olímpico en 1948.

## Carrera deportiva
En los JJ. OO. de Londres 1948 ganó la medalla de plata en el lanzamiento de jabalina, con una marca de 67.56 metros, siendo superado por el finlandés Tapio Rautavaara (oro con 69.77 m) y por delante del húngaro József Várszegi (bronce).